# Fanteria meccanizzata
La fanteria meccanizzata è una unità militare di fanteria dotata di veicoli corazzati e veicoli da combattimento della fanteria per il trasporto e il combattimento. 

## Storia

### Seconda guerra mondiale

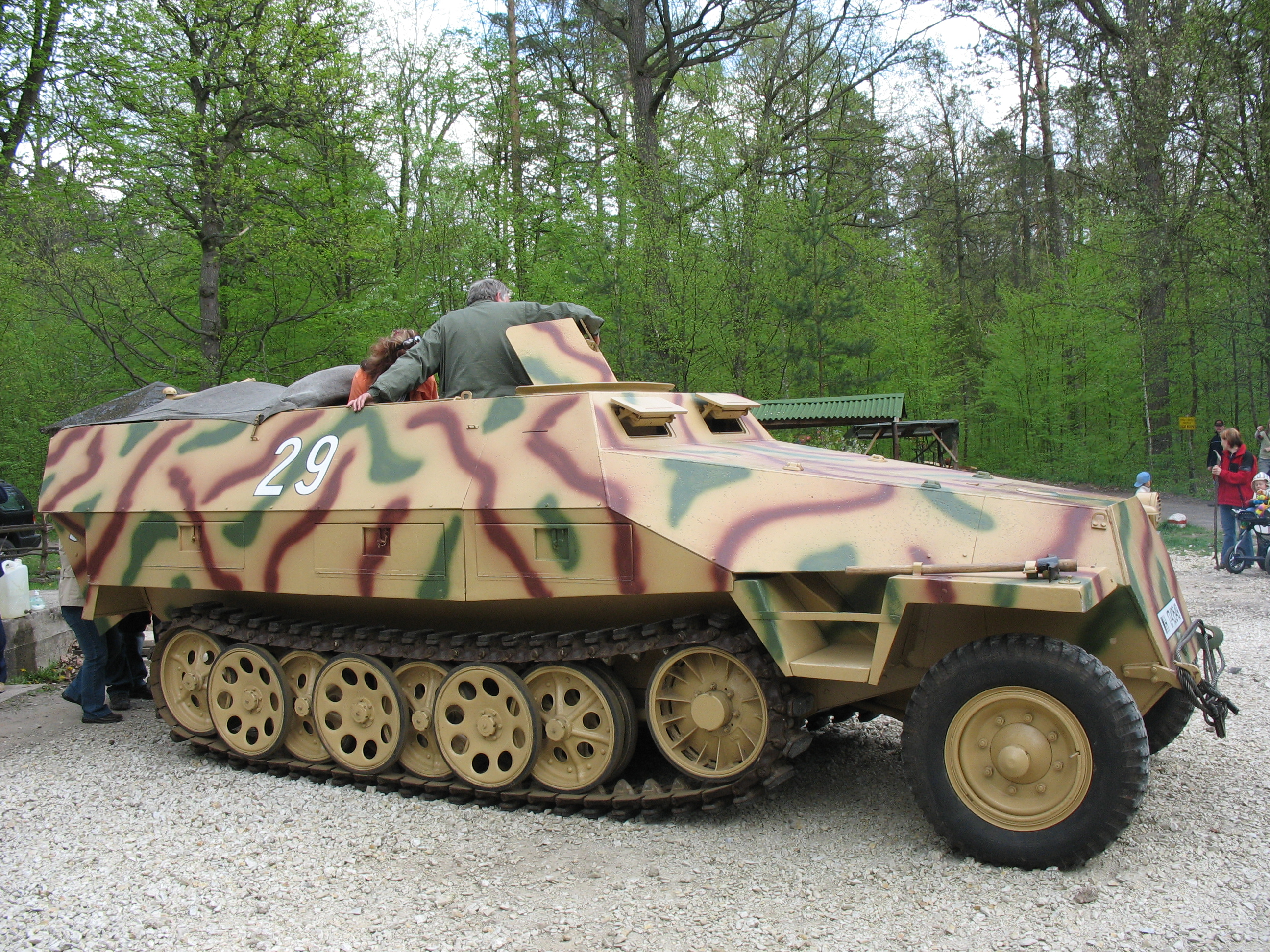
L'Sd.Kfz. 251, il mezzo cingolato delle forze meccanizzate tedesche durante la seconda guerra mondiale

La fanteria meccanizzata nasce durante la seconda guerra mondiale come specialità della fanteria. Le sue caratteristiche erano quelle di alta mobilità anche in terreni difficili (diversamente dalla fanteria motorizzata) grazie ai suoi mezzi cingolati, oltre ad avere una potenza di fuoco maggiore grazie alle mitragliatrici poste su di essi. Accompagnava per questo con maggiore efficacia l'avanzata delle truppe corazzate, molto spesso completando l'aggiramento delle linee nemiche sfruttando la sua velocità (Blitzkrieg). 
Inoltre questo esaltava sia la forza dei carri sia la forza della fanteria, che si sostenevano a vicenda coprendo le loro reciproche debolezze (es: i carri armati difendevano la fanteria dai carri armati nemici mentre la fanteria interveniva in quelle situazioni tattiche dove per un carro intervenire era troppo rischioso, per esempio nell'occupare una cittadina). I maestri dell'uso di questa forza combinata di carri e fanteria meccanizzata/motorizzata durante la Seconda guerra mondiale furono i tedeschi, che integrarono fanteria e carri a livello di reggimento, e di questo trassero profitto,  nella campagna di Francia, sui nemici, che utilizzavano carri e fanteria separatamente. I mezzi principali di questa fanteria meccanizzata furono l'M3 Half-track per gli Alleati e l'Sd.Kfz. 251 per i tedeschi. I mezzi trasportavano tutto ciò che era in dotazione alla fanteria appiedata, come i mortai, anche se alcune cose come i pezzi di artiglieria pesante venivano trasportati da altri mezzi. La versione 9 dell'Sd.Kfz. 251, per esempio, era stata equipaggiata con un cannone da 75 mm per dare alla fanteria supporto tattico contro fortificazioni e blindati leggeri avversari.

### Oggi
Oggi la fanteria meccanizzata costituisce la maggior parte della fanteria moderna. Prevede l'uso di veicoli corazzati direttamente in dotazione fin dal più basso livello ordinativo per il trasporto dei fanti, di solito armate di sole mitragliatrici (Veicolo trasporto truppe VTT o Armoured Personnel Carrier APC) e veicoli in grado anche di appoggiare la fanteria trasportata con una maggiore corazza e con cannoncini di calibro compreso tra i 25 e i 40mm, mitragliatrici e in alcuni casi missile anticarro (Veicolo da combattimento corazzato della fanteria VCC o Infantry Fighting Vehicle IFV). Di solito gli IFV, per il loro alto costo, sono in possesso delle nazioni più ricche e/o con un esercito piccolo e professionale (come i paesi europei), mentre gli APC rimangono il nerbo di nazioni meno ricche e/o con un esercito di grandi dimensioni numeriche, visto che equipaggiare un esercito di grandi dimensioni con soli IFV è proibitivo a livello di costi (esempi: Russia, Cina, Israele).

## Caratteristiche
Questo tipo di unità militari utilizzano quindi mezzi corazzati che possono essere ruotati o cingolati e supporta le altre forze corazzate in compiti di attacco e sfondamento delle linee nemiche o tenuta delle posizioni in difesa. Grazie alla mobilità consentita dai veicoli di cui è dotato, a questi compiti si assommano anche quelli dello sfruttamento dell'attacco (in caso di sfondamento delle linee nemiche) e quelli di riserva mobile (assieme alle truppe aeromobili). Questi ultimi compiti sono condivisi con la moderna cavalleria (spesso corazzata anch'essa).

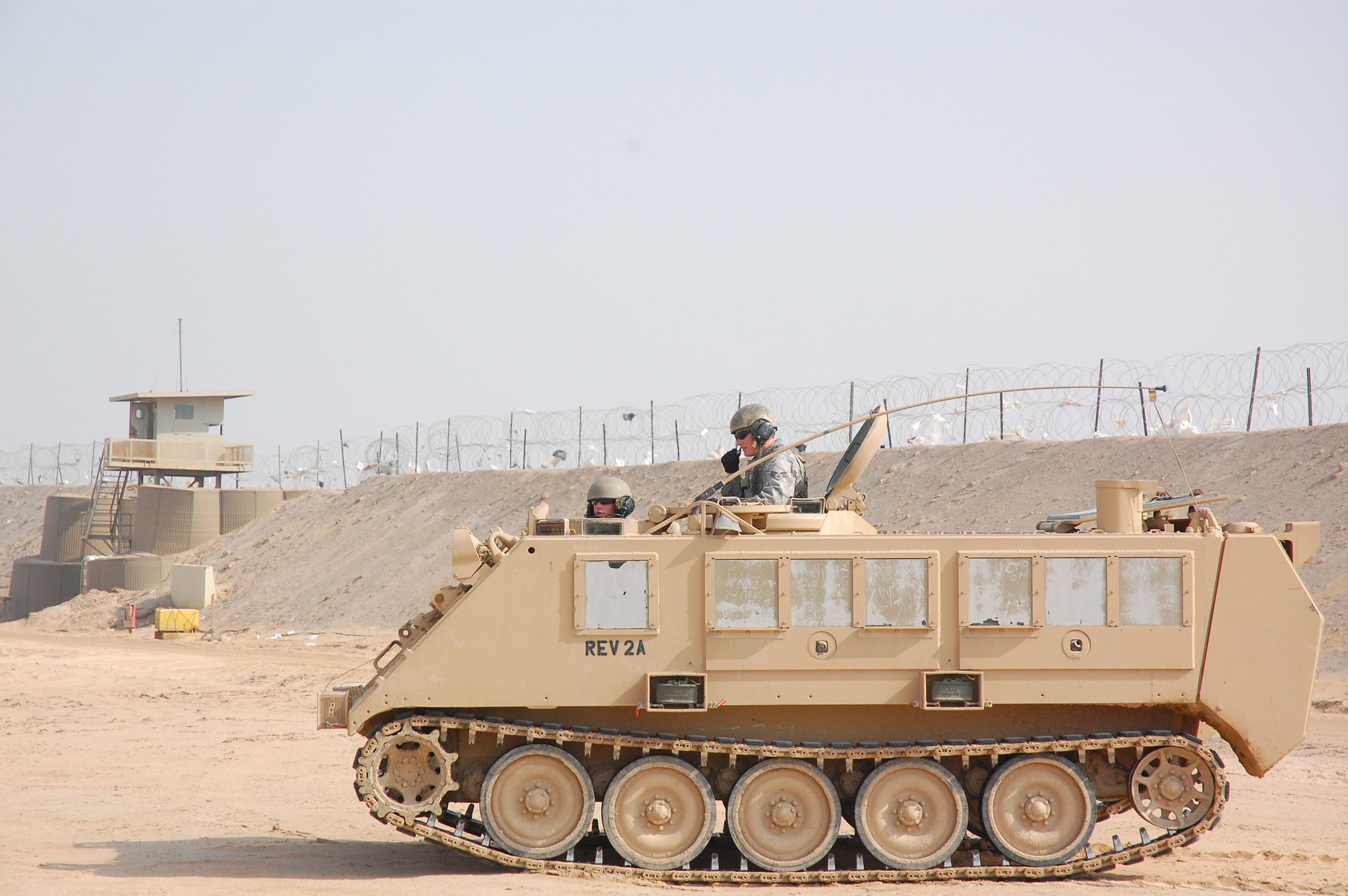
il tipico VCC degli eserciti NATO nella seconda metà del XX secolo: l'M113.
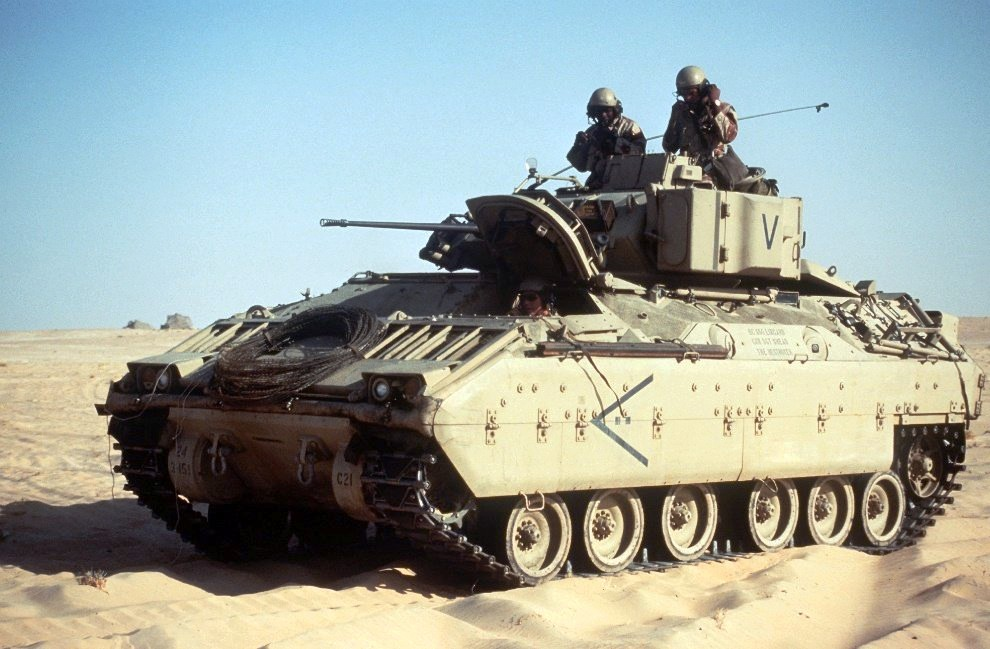
Il M2/M3 Bradley, l'VCC dell'esercito degli Stati Uniti.
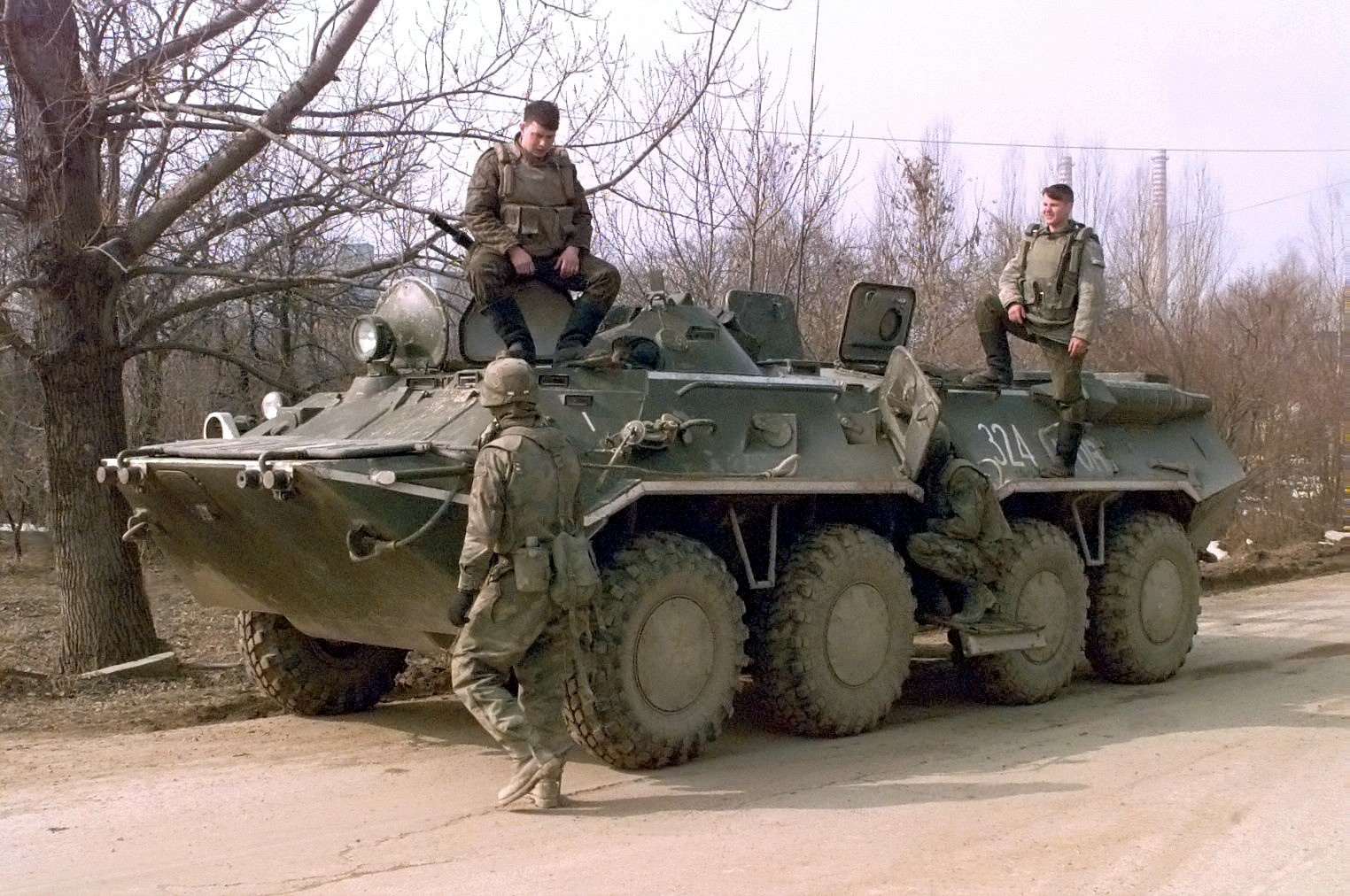
Il BTR-80, Un VCC russo.